# Phagocata bursaperforata
Phagocata bursaperforata är en plattmaskart som beskrevs av Darlington 1959. Phagocata bursaperforata ingår i släktet Phagocata och familjen Planariidae. Inga underarter finns listade i Catalogue of Life.